# Municipio Trujillo (Trujillo)
Trujillo es uno de los 20 municipios que conforman al estado venezolano de Trujillo.

## Historia
La ciudad de Trujillo fue sitio de hechos importantes como La Declaración de Guerra a Muerte, hecho por Simón Bolívar —libertador de Venezuela— hacia los españoles durante la Guerra de Independencia de Venezuela, que no dejaría de luchar hasta que los españoles les concedieran su libertad, ocurriendo este hecho a las 3:00am de la mañana del día 15 de junio de 1815, luego de haber conquistado la ciudad de Trujillo al vencer a los españoles. 

## Geografía
La capital de este municipio es la ciudad de Trujillo, que a su vez es la capital del estado homónimo. Es la ciudad más importante desde el punto de vista político, aunque ocupa el tercer lugar en importancia económica, siendo superada por las ciudades de Valera y Boconó. Esta diferencia también se refleja en sus demografías: Valera cuenta con más de 247 000 habitantes, seguida por Boconó con más de 127 000, mientras que Trujillo registra poco más de 60 473 habitantes. Sin embargo, en el resto del municipio residen aproximadamente otros 20 000 habitantes, lo que contribuye a equilibrar parcialmente su densidad poblacional. 
El municipio Trujillo tiene una superficie total de 413 km². Limita al norte y noreste con el municipio Pampán; al noroeste, con el municipio Pampanito; al este y sureste, con el municipio Boconó (el más extenso del estado); al suroeste, con el municipio Urdaneta; y finalmente, al oeste, con los municipios Pampanito y Carvajal.

### Organización parroquial
El municipio Trujillo se encuentra dividido en 7 parroquias:
| Parroquia          | Superficie | Población | Densidad |
| ------------------ | ---------- | --------- | -------- |
| Andrés Linares     | km²        | hab.      | hab./km² |
| Chiquinquirá       | km²        | hab.      | hab./km² |
| Cristóbal Mendoza  | km²        | hab.      | hab./km² |
| Cruz Carrillo      | km²        | hab.      | hab./km² |
| Matriz             | km²        | hab.      | hab./km² |
| Monseñor Carrillo  | km²        | hab.      | hab./km² |
| Tres Esquinas      | km²        | hab.      | hab./km² |
| Municipio Trujillo | km²        | hab.      | hab./km² |

## Economía
La economía se centra entre los sectores gobierno, agricultura y turismo histórico, teniendo grandes productos como café, cambur, caña de azúcar, piña, plátano, yuca, y otros, también teniendo varias atracciones turísticas como el Monumento a la Virgen de la Paz (el más alto de América), la Catedral del Estado Trujillo, el Convento Regina Angelorum, la Casa de los Tratados, el Ateneo de Trujillo (Complejo Kuikas), entre otros atractivos.

## Política y gobierno

### Alcaldes
| Período     | Alcalde            | Partido político / Alianza | % de votos | Notas |
| ----------- | ------------------ | -------------------------- | ---------- | --- |
| 1989 - 1992 | Jorge López Salas  | AD                         | 48,76      | Primer alcalde bajo elecciones directas |
| 1992 - 1995 | Antonio Garcia     | AD                         | 48,70      | Segundo alcalde bajo elecciones directas |
| 1995 - 2000 | Leonaldo Torres    | AD                         | -          | Tercer alcalde bajo elecciones directas (se realizaron elecciones generales adelantadas en el 2000 debido a la aprobación de la Constitución de 1999) |
| 2000 - 2004 | Rafael Martorelli  | MVR                        | 53,05      | Cuarto alcalde bajo elecciones directas |
| 2004 - 2008 | Rafael Martorelli  | MVR                        | 65,98      | Reelecto |
| 2008 - 2013 | Luz Castillo       | PSUV                       | 64,09      | Quinta alcalde bajo elecciones directas (se postergan 1 año las elecciones municipales pautadas para finales del 2012)                                |
| 2013 - 2017 | Luz Castillo       | PSUV                       | 53,16      | Reelecta |
| 2017 - 2021 | Angerson Hernández | PSUV                       | 82,02      | Sexto alcalde bajo elecciones directas |
| 2021 - 2025 | Carlos Terán       | PSUV                       | 43,89      | Séptimo alcalde bajo elecciones directas |

### Concejo municipal
Período 1989 - 1992
| Concejales:           | Partido político / Alianza |
| --------------------- | -------------------------- |
| Ermison Ferrini       | AD                         |
| Reinaldo Nuñez        | AD                         |
| Carlos Carreño        | AD                         |
| Leopoldo Vivas Flores | AD                         |
| Ignacio Perdomo       | COPEI                      |
| Agustin Márquez       | COPEI                      |
| Romualdo Brugnoli     | COPEI                      |
| Enrique Quevedo       | COPEI                      |
| Jesús Zuleta          | MAS                        |

Período 1992 - 1995
| Concejales:          | Partido político / Alianza |
| -------------------- | -------------------------- |
| José Mendoza Corona  | AD                         |
| Luisa González       | AD                         |
| Carlos Carreño       | AD                         |
| Tamara Salazar       | AD                         |
| Alirio Montilla      | COPEI                      |
| Ligia de Nuñez       | COPEI                      |
| Dario Quintero       | COPEI                      |
| Manuel Mendoza Raga  | COPEI                      |
| Maximiliano Moncallo | MAS                        |

Período 1995 - 2000
| Concejales:        | Partido político / Alianza |
| ------------------ | -------------------------- |
| Amón Delgado       | AD                         |
| Carlos Carreño     | AD                         |
| Tamara Salazar     | AD                         |
| Alfonzo Cabrera    | AD                         |
| Gabriel Rojo       | AD                         |
| Antonio Bastidas   | CONVERGENCIA               |
| Jose Adelys Molina | COPEI                      |

Período 2000 - 2005
| Concejales:       | Partido político / Alianza |
| ----------------- | -------------------------- |
| Nelson Araujo     | MVR                        |
| Gabriel Barrios   | MVR                        |
| Carlos Coronado   | MVR                        |
| Francisco Sotillo | MVR                        |
| Luz Castillo      | MVR                        |
| Jesus Pedroza     | MVR                        |
| Silfredo Suarez   | AD                         |

Período 2005 - 2013
| Concejales:       | Partido político / Alianza |
| ----------------- | -------------------------- |
| Gustavo Delgado   | MVR                        |
| Wilfredo Méndez   | MVR                        |
| Rosalia Barazarte | MVR                        |
| Alfredo Crespo    | MVR                        |
| Heriberto Morón   | MVR                        |
| Ana María Verde   | MVR                        |
| Armando García    | MVR                        |

Período 2013 - 2018:
| Concejales           | Partido político / Alianza |
| -------------------- | -------------------------- |
| Freddy Calderón      | PSUV                       |
| Yohnny Perdomo       | PSUV                       |
| Fernando Castellanos | PSUV                       |
| Armando García       | PSUV                       |
| Luis Delgado         | PSUV                       |
| Teo Lara             | PJ MUD                     |
| Carlos Lozada        | AD MUD                     |

Período 2018 - 2021 
| Concejales         | Partido político / Alianza |
| ------------------ | -------------------------- |
| Sandro Caceres     | PSUV                       |
| Milagro Marquez    | PSUV                       |
| Nestor Briceño     | PSUV                       |
| Daniel Castellanos | PSUV                       |
| Nelly Godoy Pineda | PSUV                       |
| Yohnny Perdomo     | PSUV                       |
| Yecenia Raga       | PSUV                       |

Período 2021 - 2025 
| Concejales         | Partido político / Alianza |
| ------------------ | -------------------------- |
| Yoselin Crespo     | PSUV                       |
| Daniel Castellanos | PSUV                       |
| Josmar Bastidas    | PSUV                       |
| Sandro Caceres     | PSUV                       |
| Yustin Sarmiento   | PSUV                       |
| Maria Rodríguez    | MUD                        |
| Luis Barrios       | MUD                        |